# Хары-бюльбюль 2021
4-й музыкальный фестиваль «Хары-бюльбюль» (азерб. IV «Xarıbülbül» musiqi festivalı) — музыкальный фестиваль, состоявшийся 12—13 мая 2021 года на равнине Джыдыр дюзю в городе Шуше (Азербайджан). Организован по инициативе президента Азербайджанской Республики Ильхама Алиева. Организатором фестиваля выступил Фонд Гейдара Алиева.

## Подготовка и проведение
4-й музыкальный фестиваль «Хары-бюльбюль» стал первым фестивалем «Хары-бюльбюль», который состоялся после 30-летнего перерыва, и вторым фестивалем, организованном спустя 32 года на Джыдыр дюзю. Фестиваль был организован Фондом Гейдара Алиева в соответствии с поручением президента Азербайджана Ильхама Алиева. О проведении конкурса было объявлено 7 мая 2021 года. Тогда же Фонд Гейдара Алиева сообщил, что проходит финальная подготовка к фестивалю. Фестиваль был посвящён памяти погибших во Второй карабахской войне азербайджанских военнослужащих.
Фестиваль был на тему «Мультикультурализм в азербайджанской музыке». В рамках фестиваля была организована программа народных песен и произведений классической музыки, было представлено музыкальное творчество различных народов, проживающих в Азербайджане. Так, в первый день фестиваля большое место было уделено музыке проживающих в Азербайджане этнических меньшинств. Наряду с образцами азербайджанской национальной музыки была исполнена музыка аварского, талышского, курдского, лезгинского, удинского, славянского, татского, еврейского, грузинского, цахурского народов в исполнении различных фольклорных коллективов. Аккомпанировали артистам на сцене музыканты Государственного ансамбля танца Азербайджанской государственной академической филармонии. Также в этот день были показаны видеозаписи выступлений Бюльбюля, Хана Шушинского, Сеида Шушинского, Рашида Бейбутова и Шовкет Алекперовой.
Во второй день фестиваля прозвучали классические произведения азербайджанских композиторов в исполнении Азербайджанского государственного симфонического оркестра имени Узеира Гаджибекова под художественным руководством народного артиста Азербайджана Рауфа Абдуллаева и Азербайджанской государственной хоровой капеллы под руководством народной артистки Азербайджана Гюльбаджи Имановой.
Также в рамках фестиваля на равнине Джыдыр дюзю были продемонстрированы расписные макеты в форме цветка Хары-бюльбюль.

## Программа

### Первый день (12 мая)
Фестиваль открывал:
- президент Азербайджанской Республики Ильхам Алиев

Ведущие — Олег Амирбеков и Лейла Алиева
- Кянан Байрамлы
  - Мугам «Баяты-Шираз»  (азерб.)
- Ансамбль кеманчистов под художественным руководством народного артиста Азербайджана Эльшана Мансурова
  - Мелодия народного танца «Узундара» (азерб. Uzundərə)
- Группа дамбуристов аварского фольклорного коллектива «Джахан» (Балакенский район)
  - «Не я ли» (авар. Дун гуро; аварская песня; Али Талыев — Махан Базаров)  (авар.)
- Бюль-Бюль (видеозапись)
  - «Улыбнусь, если улыбнёшься» (азерб. Gülərəm gülsən; Фикрет Амиров — Мамед Саид Ордубади)  (азерб.)
- Фольклорные коллективы «Бабушки» (Ленкоранский район) и «Ветераны»
  - «Карабах — наше сердце» (тал. Ğərəboğ; талышская народная музыка — Натаван Алиева)  (тал.)  (азерб.)
- Миралам Мираламов[азерб.] и Гюнай Имамвердиева
  - «Карабах» (азерб. Qarabağ; Бахрам Насибов)  (азерб.)
- Фольклорный коллектив «Йылдыз»
  - «Яблоня» (тат. Алмагач; татарская народная песня)  (татар.)
- Тунар Рахманоглы
  - «Красавица моя» (курд. Rinda min; курдская народная песня)  (курдск.)
- Хан Шушинский (видеозапись)
  - «Шушанын даглары башы думанлы» (азерб. Şuşanın dağları başı dumanlı; Хан Шушинский)  (азерб.)
- Фольклорный коллектив «Мел» (село Гиль Гусарского района)
  - «Пери» (лезг. Перизада; лезгинская народная песня)  (лезг.)
- Фольклорный коллектив «Джанги» (село Нидж Габалинского района)
  - Мелодия удинского народного танца «Зурна» (удин. Zurna)
- Фольклорный коллектив «Славяночка» (село Ивановка Исмаиллинского района)
  - «Мой Азербайджан» (молоканские частушки — Татьяна Минникова)  (рус.)
- Шахрияр Иманов[азерб.] (исполнение на таре)
  - «Мелодия тоски» (азерб. Həsrət nəğməsi; Шахрияр Иманов)
- Сеид Шушинский (видеозапись)
  - Мугам «Аразбары»  (азерб.)
- Фольклорный коллектив «Лагич» (посёлок Лагич Исмаиллинского района)
  - «Я — медник» (татск. Man miskarum; татская народная песня)  (татск.)
- Тейюб Асланов и Равана Гурбанова
  - «Вершины гор» (азерб. Dağların başı; азербайджанская народная песня)  (азерб.)
- Фольклорный коллектив «Хаверот»
  - Еврейская сюита «Семейные радости» (еврейская народная музыка, обработка — Анатолий Гусь)
- Народный хор «Швидгадза»
  - «Женщина» (груз. ქალი; грузинская народная песня)  (груз.)
- Рашид Бейбутов (видеозапись)
  - «Мой Азербайджан» (азерб. Azərbaycanım; Рауф Гаджиев — Анвар Алибейли[азерб.])  (азерб.)
- Фольклорный коллектив «Нанайби» (Балакенский район)
  - «Наша Родина прекрасна» (груз. ლამაზია სამშობლო; ингилойская песня; Намиг Новрузов — Гызылгюль Мурадова)  (груз.)
- Мугамная группа Нахичеванской государственной филармонии
  - «Нахичевань» (Мамед Джавад — Гусейн Азимли)  (азерб.)
- Фольклорный коллектив «Миджагна» (Загатальский район)
  - «Салам Алейкум» (цахур. Salam Alek; цахурская народная песня)  (цахур.)
- Ширзад Фаталиев[азерб.] (исполнение на балабане)
  - «Невеста в жёлтом» (азерб. Sarı Gəlin; народная песня)
- Агуши Самира Алиева[азерб.] и Али Тапдыгоглы[азерб.]
  - «Пусть справедливость восторжествует» (азерб. Qoy ədalət zəfər çalsın; Ашуг Микаил Азафлы)
- Шовкет Алекперова (видеозапись)
  - «Мой рай — Карабах» (азерб. Cənnətim Qarabağ; Джахангир Джахангиров — Рафик Зяка[азерб.])  (азерб.)
- Фольклорный коллектив «Квитка»
  - «Песня весны» (укр. Пісня весни; украинский народный танец)
- Мансум Ибрагимов
  - «Гачаг Наби» (азерб. Qaçaq Nəbi; азербайджанская народная песня)  (азерб.)
- «Ритм-группа Натик» под художественным руководством народного артиста Азербайджана Натика Ширинова
  - «Ритмы Карабаха» (азерб. Qarabağ ritmləri)
- Полад Бюльбюль оглы
  - «Азербайджан, Страна Огней моя» (азерб. Azərbaycan, Odlar Yurdum Mənim; Полад Бюльбюль оглы — Ханым Исмаилкызы[азерб.])  (азерб.)
  - «Весёлый Азербайджан» (азерб. Şən Azərbaycan; Полад Бюльбюль оглы — Мастан Гюнгяр[азерб.])  (азерб.)

- Выступления на открытии фестиваля, 12 мая 2021
- Ансамбль кеманчистов под руководством Эльшана Мансурова исполняет мелодию народного танца «Узундара»
- Аварский фольклорный коллектив «Джахан» исполняет песню «Не я ли» (авар. Дун гуро на дамбурах
- Фольклорные коллективы «Бабушки» (Ленкоранский район) и «Ветераны» исполняют талышскую песню «Карабах — наше сердце» (тал. Ğərəboğ)
- Миралам Мираламов[азерб.] и Гюнай Имамвердиева исполняют песню «Карабах» (азерб. Qarabağ) Бахрама Насибова
- Фольклорный коллектив «Йылдыз» исполняет татарскую народную песню «Яблоня» (тат. Алмагач)
- Тунар Рахманоглы поёт курдскую народную песню «Красавица моя» (курд. Rinda min)
- Лезгинский фольклорный коллектив «Мел» исполняет лезгинскую народную песню «Пери» (лезг. Перизада)
- Удинский фольклорный коллектив «Джанги» исполняет мелодию удинского народного танца «Зурна» (удин. Zurna)
- Фольклорный коллектив «Славяночка» исполняет молоканскую частушку «Мой Азербайджан»
- Шахрияр Иманов[азерб.] исполняет на таре «Мелодию тоски» (азерб. Həsrət nəğməsi)
- Тейюб Асланов и Равана Гурбанова исполняют азербайджанскую народную песню «Вершины гор» (азерб. Dağların başı)
- Фольклорный коллектив «Хаверот» исполняет еврейскую сюиту «Семейные радости»
- Народный хор «Швидгадза» поёт грузинскую народную песню «Женщина» (груз. ქალი)
- Ингилиойский фольклорный коллектив «Нанайби» исполняет ингилойскую песню «Наша Родина прекрасна» (груз. ლამაზია სამშობლო)
- Цахурский фольклорный коллектив «Миджагна» исполняет цахурскую народную песню «Салам Алейкум» (цахур. Salam Alek)
- Агуши Самира Алиева[азерб.] и Али Тапдыгоглы[азерб.] исполняют песню «Пусть справедливость восторжествует» (азерб. Qoy ədalət zəfər çalsın)  Ашуга Азафлы
- Фольклорный коллектив «Квитка» исполняет украинский народный танец «Песню весны» (укр. Пісня весни)
- Мансум Ибрагимов исполняет азербайджанскую народную песню «Гачаг Наби» (азерб. Qaçaq Nəbi)
- «Ритм-группа Натик» под руководством Натика Ширинова исполняет «Ритмы Карабаха» (азерб. Qarabağ ritmləri)
- Полад Бюльбюль оглы исполняет свою песню «Азербайджан, Страна Огней моя» (азерб. Azərbaycan, Odlar Yurdum Mənim)

### Второй день (13 мая)
Ведущие — Олег Амирбеков и Лейла Алиева
- Азербайджанский государственный симфонический оркестр имени Узеира Гаджибекова
  - Увертюра из оперы «Кёроглы» (азерб. «Koroğlu» operasından uvertüra; Узеир Гаджибеков, дирижёр Рауф Абдуллаев)
- Азер Заде[азерб.]
  - «Азербайджан» (азерб. Azərbaycan; Тофик Кулиев — Анвар Алибейли[азерб.], дирижёр Рауф Абдуллаев)  (азерб.)
- Сахиб Пашазаде[азерб.] (тар) и Джейла Сеидова (скрипка)
  - «Ноктюрн» (азерб. Noktürn; Тофик Кулиев, дирижёр Рауф Абдуллаев)
- Азерин
  - «Вечерняя песня» (азерб. Axşam mahnısı; Тофик Кулиев — Зейнал Джаббарзаде, дирижёр Рауф Абдуллаев)  (азерб.)
- Азербайджанский государственный симфонический оркестр имени Узеира Гаджибекова
  - Вальс из балета «Семь красавиц» (азерб. «Yeddi gözəl» baletindən vals; Кара Караев, дирижёр Муртуза Бюльбюль)
- Полад Бюльбюль оглы
  - «Приди, утро» (азерб. Gəl, ey səhər; Полад Бюльбюль оглы — Фикрет Годжа, дирижёр Муртуза Бюльбюль)  (азерб.)
- Азербайджанский государственный симфонический оркестр имени Узеира Гаджибекова
  - Фрагмент из «Азербайджанского каприччио» (азерб. Azərbaycan kapriççiosu;  Фикрет Амиров, дирижёр Фуад Ибрагимов[азерб.])
- Сельджан Насибли
  - «Азербайджан, мой родной» (азерб. Azərbaycan elləri;  Фикрет Амиров — Мирварид Дильбази, дирижёр Фуад Ибрагимов)  (азерб.)
- Алихан Самедов (исполнение на балабане)
  - «Ты не пришла» (азерб. Sən gəlməz oldun;  Алекпер Тагиев — Медина Гюльгюн, дирижёр Фуад Ибрагимов)
- Эльчин Азизов
  - «Сенсиз» (азерб. Sənsiz;  Узеир Гаджибеков — Низами Гянджеви (в переводе Джафара Хандана), дирижёр Фуад Ибрагимов)  (азерб.)
- Динара Алиева
  - «Мечта» (азерб. Arzu;  Ниязи — Ислам Сафарли), дирижёр Фуад Ибрагимов)  (азерб.)
- Фархад Бадалбейли и Мурад Адыгёзалзаде (исполнение на пианино)
  - «Море» (азерб. Dəniz;  Фархад Бадалбейли), дирижёр Фуад Ибрагимов)
- Юсиф Эйвазов
  - «Севгили джанан[азерб.]» (азерб. Sevgili canan;  Узеир Гаджибеков — Низами Гянджеви (в переводе Мирварид Дильбази), дирижёр Фуад Ибрагимов)  (азерб.)
- Юсиф Эйвазов и Динара Алиева
  - «Аве Мария» (лат. Ave Maria, азерб. Pərvərdigarə; Фархад Бадалбейли — Аве Мария, дирижёр Фуад Ибрагимов)  (лат.)  (азерб.)
- Юсиф Эйвазов и Азер Заде[азерб.]
  - «Страна моя[азерб.]» (азерб. Ölkəm; Асеф Зейналлы — Джафар Джаббарлы, дирижёр Фуад Ибрагимов)  (азерб.)
- Алим Гасымов и Фаргана Гасымова
  - Оратория «Карабахская шикесте» (азерб. Qarabağ şikəstəsi oratoriyası; Васиф Адигезалов — Карабахская шикесте, дирижёр Ялчин Адигезалов)  (азерб.)
- Самир Джафаров
  - «Родина моя» (азерб. Ey, Vətən; Эльза Ибрагимова — Демир Гедебейли[азерб.], дирижёр Ялчин Адигезалов)  (азерб.)
- Юсиф Эйвазов, Азер Заде[азерб.], Азерин, Эльчин Азизов, Сельджан Насибли и Динара Алиева
  - «Азербайджан[азерб.]» (азерб. Azərbaycan; Муслим Магомаев — Наби Хазри, дирижёр Ялчин Адигезалов)  (азерб.)

- Выступления на закрытии фестиваля, 13 мая 2021
- Азербайджанский государственный симфонический оркестр имени Узеира Гаджибекова под управлением дирижёра Рауфа Абдуллаева исполняет увертюру из оперы «Кёроглы» (азерб. Koroğlu) Узеира Гаджибекова
- Азер Заде[азерб.] исполняет песню «Азербайджан» (азерб. Azərbaycan) Тофика Кулиева
- Сахиб Пашазаде[азерб.] и Джейла Сеидова исполняют «Ноктюрн» (азерб. Noktürn) Тофика Кулиева
- Азерин исполняет «Вечернюю песню» (азерб. Axşam mahnısı) Тофика Кулиева
- Азербайджанский государственный симфонический оркестр имени Узеира Гаджибекова под управлением дирижёра Муртуза Бюльбюля исполняет вальс из балета «Семь красавиц» (азерб. Yeddi gözəl) Кара Караева
- Полад Бюльбюль оглы исполняет свою песню «Приди, утро» (азерб. Gəl, ey səhər)
- Юсиф Эйвазов и Азер Заде[азерб.] исполняют песню «Страна моя[азерб.]» (азерб. Ölkəm) Асефа Зейналлы
- Алим Гасымов и Фаргана Гасымова исполняют ораторию «Карабахская шикесте» (азерб. Qarabağ şikəstəsi oratoriyası) Васифа Адигезалова
- Самир Джафаров исполняет песню «Родина моя» (азерб. Ey, Vətən) Эльзы Ибрагимовой
- Юсиф Эйвазов, Азер Заде[азерб.], Азерин, Эльчин Азизов, Сельджан Насибли и Динара Алиева исполняют песню «Азербайджан[азерб.]» (азерб. Azərbaycan) Муслима Магомаева

## Гости
Почётные гости:
- Ильхам Алиев, президент Азербайджанской Республики.
- Мехрибан Алиева, вице-президент Азербайджанской Республики, президент Фонда Гейдара Алиева.
- Лейла Алиева, вице-президент Фонда Гейдара Алиева.
- Арзу Алиева, президент азербайджанской медиакомпании Baku Media Center.

Гости:
- Полад Бюльбюль оглы[6], певец, народный артист Азербайджана, посол Азербайджана в России.
- Анар[6], писатель, народный писатель Азербайджана, председатель Союза писателей Азербайджана.
- Фархад Бадалбейли[6], пианист и композитор, народный артист СССР, председатель Союза музыкальных деятелей Азербайджана.
- Фархад Халилов, народный художник Азербайджана, председатель Союза художников Азербайджана.
- Фирангиз Муталлимова[6], народная артистка Азербайджана.
- Мурад Гусейнов[6], пианист, народный артист Азербайджана, директор Международного центра мугама.
- Бегимханым Вердиева-Джаванширова, дочь Хана Шушинского, президент Фонда Хана Шушинского[6].
- Михаил Гусман, журналист, первый заместитель генерального директора ТАСС.
- Анар Алекперов, помощник президента Азербайджанской Республики.
- Гамида Омарова, актриса, народная артистка Азербайджана, член правления Союза кинематографистов Азербайджана.
- Флора Керимова, эстрадная певица, народная артистка Азербайджана.
- Мабуд Магеррамов, актёр, народный артист Азербайджана.
- Аяз Салаев, киновед, заслуженный деятель искусств Азербайджана.
- Мурад Дадашов, шоумен и телеведущий, народный артист Азербайджана.
- Таир Иманов[азерб.], актёр, заслуженный артист Азербайджана.
- Джабир Иманов[азерб.], актёр, заслуженный артист Азербайджана.

## Отзывы
Искусствовед Адиля Юсифова отмечает, что исполнение на фестивале как азербайджанской музыки, так и музыки проживающих в Азербайджане народов, является доказательством дружбы и солидарности. А цахурская народная песня «Салам Алек» в исполнении фольклорного коллектива «Миджагна» Загатальского района, по словам Юсифовой, стала «посланием мудрости людям». Показ видеозаписей выступлений исполнителей прошлого, согласно Юсифовой, создавал впечатление связи между прошлым и настоящим. Увертюра из оперы Узеира Гаджибекова «Кёроглы» звучала на фестивале, по словам Юсифовой, по-другому, более торжественно. Во всех музыкальных образцах, как отмчает Юсифова, была представлена красота и любовь, приведшая зрителей к шедевру — оратории Васифа Адигёзалова «Карабахская шикесте». Глядя же на продемонстрированные в рамках фестиваля расписные макеты цветка Хары-бюльбюль, можно было прочувствовать, согласно искусствоведу, единство природы и музыки.